# Columbia College
El Columbia College és la universitat de pregrau més antiga de la Universitat de Colúmbia. Es tracta d'una universitat privada de recerca de l'Ivy League situada a Nova York.
Situat al campus principal de la universitat a Morningside Heights, a Manhattan, va ser fundat per l'Església d'Anglaterra el 1754 com a King's College a través d'una carta reial del rei Jordi II del Regne Unit. Aquest és el programa de pregrau tradicional de la Universitat de Colúmbia, que ofereix títols de grau. És especialment selectiu, amb menys del quatre per cent d'admissions del total de sol·licitants (a partir del 2022). És la institució d'educació superior més antiga de l'estat de Nova York i la cinquena més antiga dels Estats Units.

## Història
El Columbia College va ser fundat com a King's College, per carta reial del rei Jordi II de 1754, a la província de Nova York.

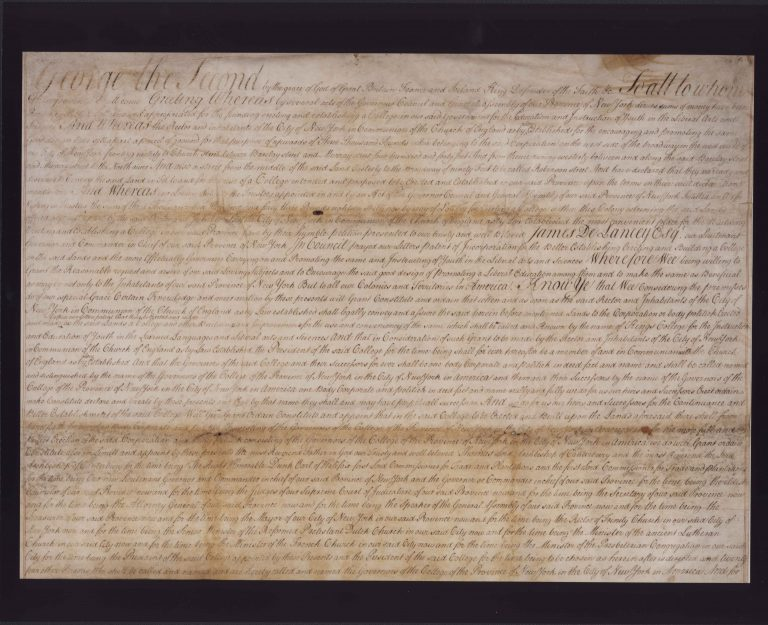
Carta del King's College, 1754

La universitat va triar Samuel Johnson per ser el seu primer president. També va ser el primer professor de la universitat (només durant un temps). Durant aquest període, les classes i els exàmens, tant orals com escrits, es feien íntegrament en llatí.
El 1760, la universitat es va traslladar del lloc de l'església de la Trinitat a un altre emplaçament al Park Place, a prop dels comuns de la ciutat i de l'actual Ajuntament de Nova York.
El 1767, Samuel Bard hi va establir una escola de medicina, avui coneguda com el Col·legi de Metges i Cirurgians de la Universitat de Colúmbia (Columbia University College of Physicians and Surgeons), que va ser la primera escola de medicina que va atorgar el títol de Doctor en Medicina (MD) a Amèrica.

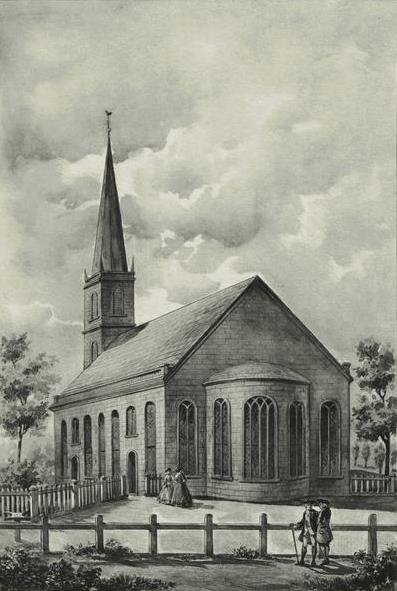
Primera església de la Trinitat de Nova York, 1737.

A causa de la Guerra d'Independència dels Estats Units, els cursos es va suspendre des del 1776 fins al 1784, però a l'inici de la guerra la universitat ja havia format alguns dels principals líders polítics del país: a Alexander Hamilton, que va servir com a ajudant militar del general George Washington, autor de la majoria dels Federalist Papers; al primer secretari del Tresor John Jay, autor de diversos dels Federalist Papers i primer President del Tribunal Suprem dels Estats Units; Robert Livingston, un dels membres del Comitè dels Cinc que va redactar la Declaració d'Independència; i Gouverneur Morris, autor de la major part de la Constitució dels Estats Units.

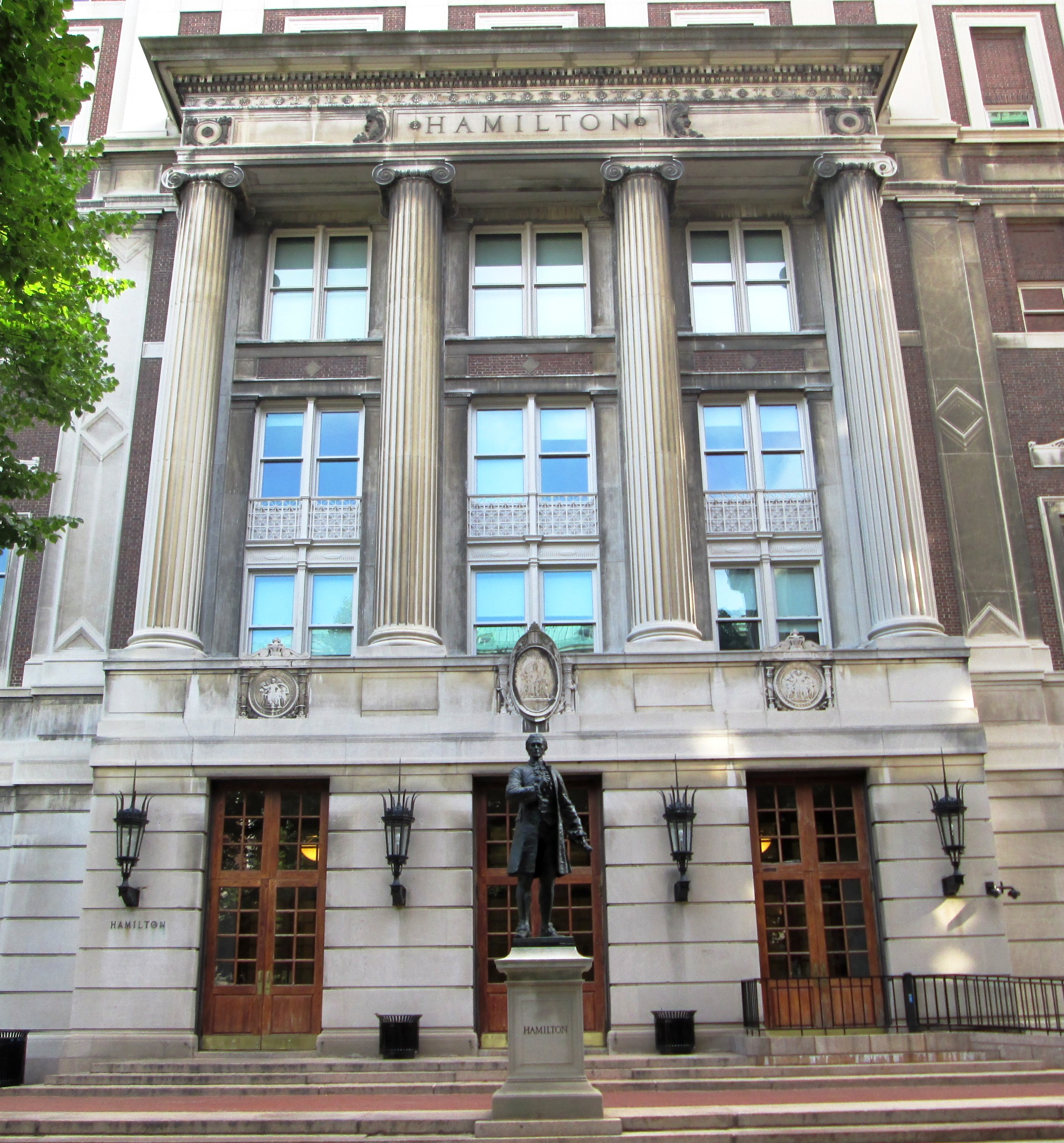
El Hamilton Hall, seu del Columbia College.

La primera experiència de Hamilton amb l'exèrcit va arribar com a estudiant l'estiu de 1775, després de l'esclat dels combats a Boston. Amb Nicholas Fish, Robert Troup i un grup d'altres estudiants del King's College, es va unir a una companyia de milícies voluntàries anomenada Herats of Oak i va assolir el grau de tinent. Van adoptar uniformes distintius, amb les paraules "Llibertat o mort" a les seves diademes, i es van entrenar sota l'atenta mirada d'un antic oficial britànic al cementiri proper de la capella de Sant Pau. L'agost de 1775, sota el foc de l'HMS Asia, van participar en la victòria de The Battery.
Amb l'èxit del Tractat de París el 1783, la situació domèstica va ser prou estable perquè el col·legi pogués reprendre les classes el 1784. Amb la independència de la nova nació del Regne de la Gran Bretanya, el nom de la institució es va canviar de King's College al de Columbia College.
El col·legi va ser constituït breument com a institució estatal, que va durar només fins al 1787, quan, a causa de la manca de suport financer públic, es va permetre que l'escola s'incorporés sota una junta directiva privada. Aquesta carta de 1787 continua vigent.
El 23 d'abril de 1968, més de 1.000 estudiants van ocupar el campus en protesta pel suport de l'escola a la investigació militar durant la guerra del Vietnam.

## Admissions
Igual que en d'altres escoles d'elit, el Columbia College ha atret un nombre cada cop més alt de sol·licitants, amb una tendència a què sol·licitants postulin a més de set institucions diferents, un enfocament cada cop més dispers en comparació amb les sol·licituds dels anys noranta. El Columbia College (incloent el Columbia Engineering) té una taxa d'admissió que el situa entre els col·legis nord-americans més selectius. Per al trimestre de la tardor de 2010, hi havia 26.178 sol·licitants per a 2.397 pràctiques a la promoció de 2014, amb una taxa d'acceptació del 9,16%. A la tardor de 2024, les sol·licituds s'havien més que duplicat, amb 60.248 sol·licituds per a 2.319 col·locacions a la promoció de 2028, amb una taxa d'acceptació del 3,85%.